# رأس المتن

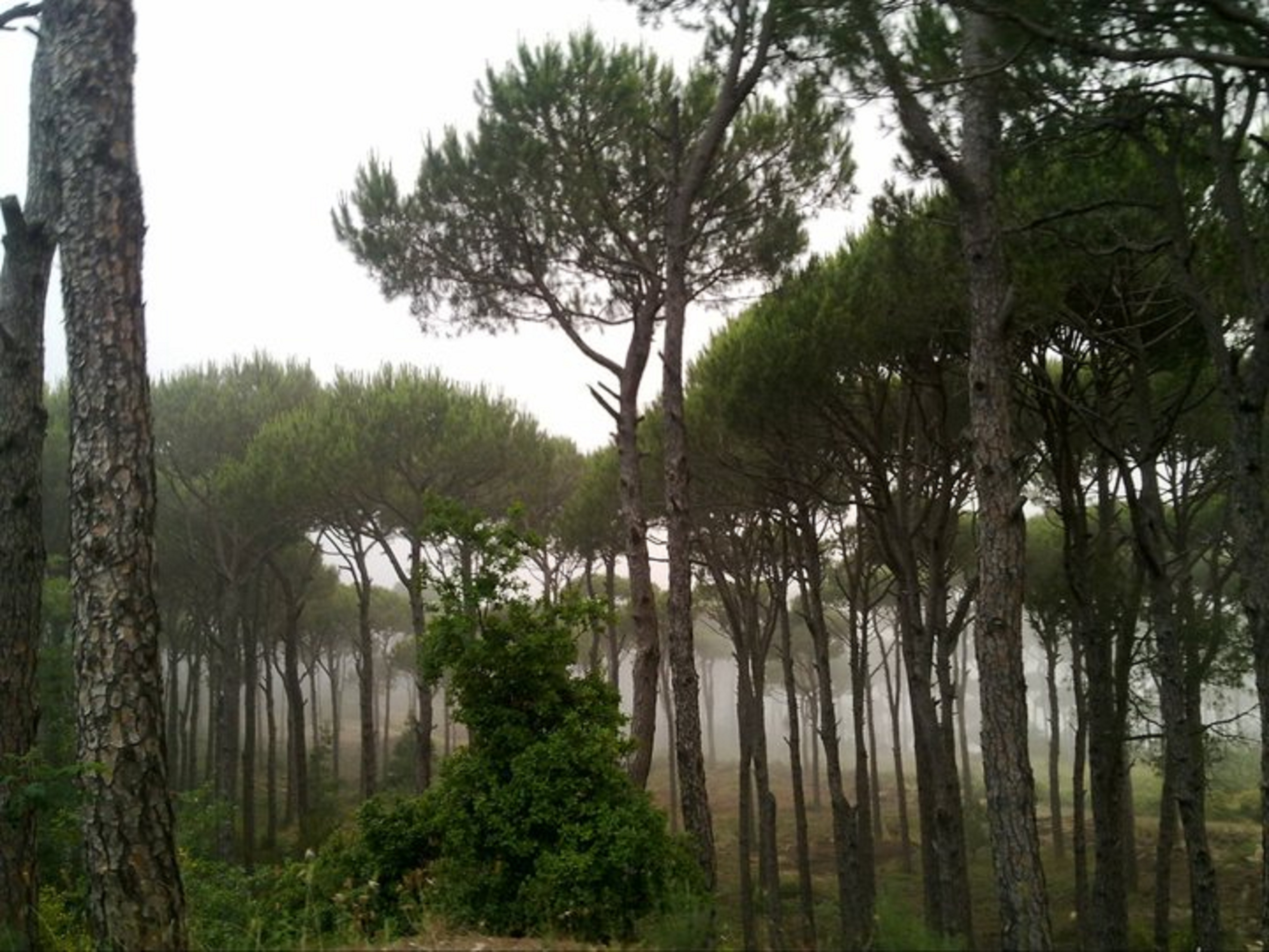
غابة صنوبر ثمري في رأس المتن.

راس المتن هي إحدى القرى اللبنانية الكبرى في قضاء بعبدا في محافظة جبل لبنان. يبلغ عدد سكان البلدة حوالي 10,000 نسمة معظمهم من الموحدون الدروز والمسيحيين الأرثوذكس.

## أعلام
- نجيب صالحة، (1908 - 21 فبراير 1980)  رجل أعمال وسياسي.